# Spas Złatew
Spas Christow Złatew (bułg. Спас Христов Златев; ur. 14 maja 1964 w Samokowie) – bułgarski biathlonista. W Pucharze Świata zadebiutował w sezonie 1983/1984. Pierwsze punkty wywalczył 23 stycznia 1986 roku w Feistritz, zajmując 16. miejsce w biegu indywidualnym. Nigdy nie stanął na podium zawodów pucharowych, najwyższą lokatę wywalczył 14 grudnia 1986 roku w Obertilliach, gdzie był czwarty w biegu indywidualnym, przegrywając walkę o podium z Siergiejem Bułyginem z ZSRR. Najlepsze wyniki osiągnął w sezonie 1989/1990, kiedy zajął 39. miejsce w klasyfikacji generalnej. W 1985 roku wystartował na mistrzostwach świata w Ruhpolding, gdzie zajął 62. miejsce w biegu indywidualnym i 27. miejsce w sprincie. Był też między innymi szósty w biegu indywidualnym i dziesiąty w sztafecie podczas mistrzostw świata w Feistritz cztery lata później. W 1984 roku wystartował na igrzyskach olimpijskich w Sarajewie, zajmując 27. miejsce w biegu indywidualnym i 38. miejsce w sprincie. Brał też udział w igrzyskach w Albertville w 1992 roku, gdzie uplasował się na 31. pozycji w biegu indywidualnym, 54. pozycji w sprincie i czternastej w sztafecie.

## Osiągnięcia

### Igrzyska olimpijskie
| Rok  | Miejscowość | Konkurencje | Konkurencje | Konkurencje | Konkurencje | Konkurencje | Konkurencje | Konkurencje |
| Rok  | Miejscowość | IN          | SP          | PU          | MS          | RL          | MR          | SR          |
| ---- | ----------- | ----------- | ----------- | ----------- | ----------- | ----------- | ----------- | ----------- |
| 1984 | Sarajewo    | 27.         | 38.         | nd.         | nd.         | –           | nd.         | –           |
| 1992 | Albertville | 31.         | 54.         | nd.         | nd.         | 14.         | nd.         | –           |

### Mistrzostwa świata
| Rok  | Miejscowość | Konkurencje | Konkurencje | Konkurencje | Konkurencje | Konkurencje | Konkurencje | Konkurencje |
| Rok  | Miejscowość | IN          | SP          | PU          | MS          | RL          | MR          | SR          |
| ---- | ----------- | ----------- | ----------- | ----------- | ----------- | ----------- | ----------- | ----------- |
| 1985 | Ruhpolding  | 62.         | 27.         | nd.         | nd.         | –           | nd.         | –           |
| 1986 | Oslo        | 43.         | 23.         | nd.         | nd.         | 11.         | nd.         | –           |
| 1987 | Lake Placid | 15.         | 10.         | nd.         | nd.         | –           | nd.         | –           |
| 1989 | Feistritz   | 6.          | 29.         | nd.         | nd.         | 10.         | nd.         | –           |
| 1990 | Mińsk/Oslo  | 29.         | 32.         | nd.         | nd.         | –           | nd.         | –           |
| 1993 | Borowec     | 52.         | 78.         | nd.         | nd.         | 19.         | nd.         | –           |

### Puchar Świata

#### Miejsca w klasyfikacji generalnej
| Sezon     | Miejsce |
| --------- | ------- |
| 1983/1984 | -       |
| 1984/1985 | -       |
| 1985/1986 | ?       |
| 1986/1987 | 51.     |
| 1987/1988 | 56.     |
| 1988/1989 | 48.     |
| 1989/1990 | 39.     |
| 1990/1991 | 73.     |
| 1991/1992 | -       |
| 1992/1993 | -       |
| 1993/1994 | -       |

#### Miejsca na podium chronologicznie
Złatew nigdy nie stanął na podium zawodów PŚ.